# Maxim Mironow

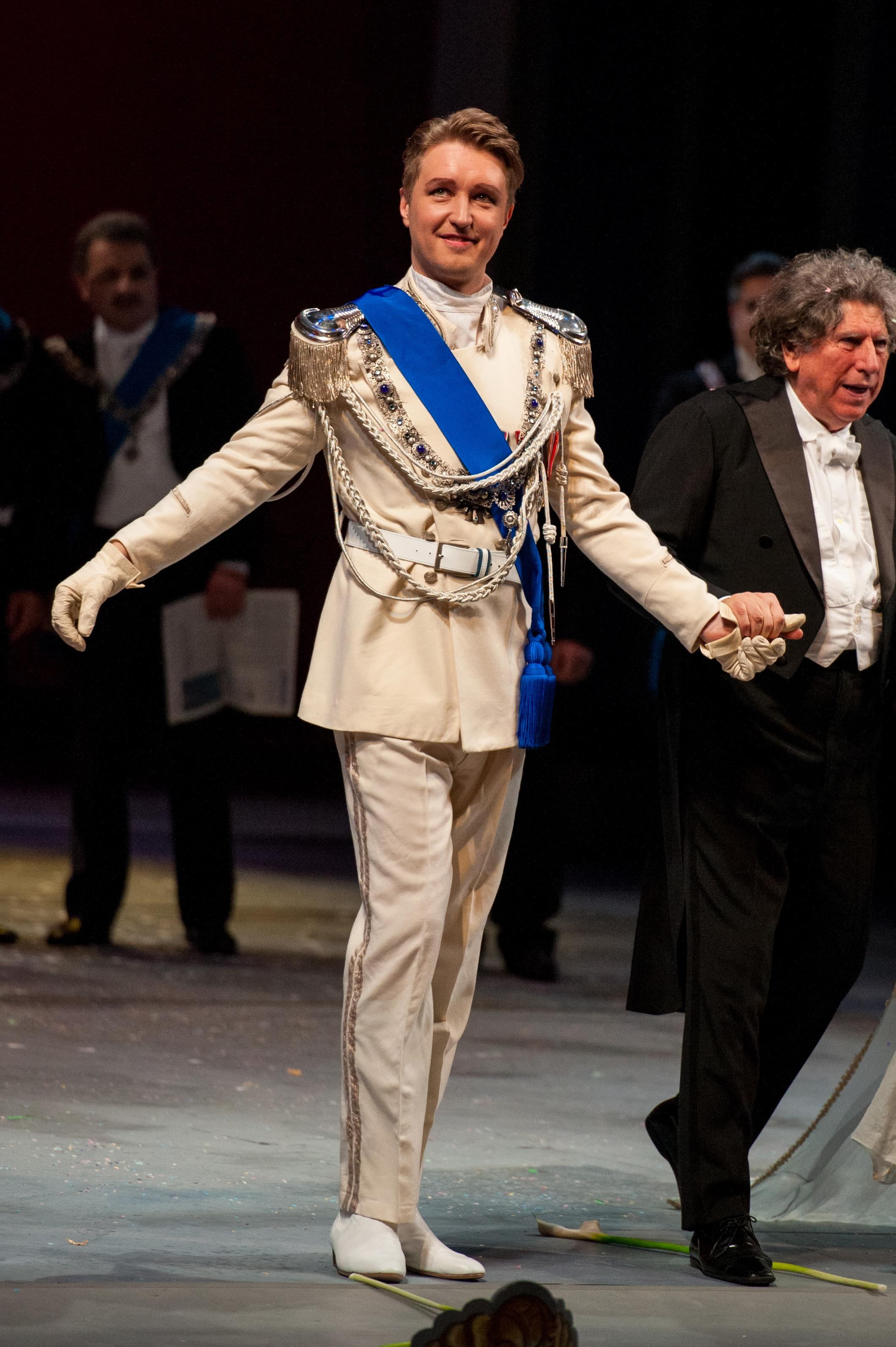
Maxim Mironov als Prinz Ramiro in La Cenerentola, Teatro San Carlo, Neapel (2015)

Maxim Wjatscheslawowitsch Mironov, russisch Максим Вячеславович Миронов (* 30. September 1981 in Tula, Russland, Sowjetunion) ist ein russischer Opernsänger (Tenor).

## Leben
Nach einem Studium am Gnessin-Institut Moskau wurde er 2004 an die Helikon-Oper Moskau engagiert. An den 1. Preis beim Gesangswettbewerb Neue Stimmen in Gütersloh schloss sich eine internationale Karriere mit Auftritten am Teatro Real Madrid, beim Festival d’Aix-en-Provence, am Théâtre des Champs-Elysées Paris, beim Glyndebourne Festival, am Théâtre de la Monnaie in Brüssel, der Japan Opera Foundation in Tokio, am GranTeatre del Liceu in Barcelona, am Teatro La Fenice in Venedig, am Teatro Comunale di Bologna, am Teatro di San Carlo in Neapel, am Teatro Massimo in Palermo, an der Pariser Oper, am Theater an der Wien, an der Wiener Staatsoper und an der Los Angeles Opera an.
Gefördert wurde er besonders durch den Dirigenten Alberto Zedda, mit dem er 2005 beim Rossini Opera Festival Pesaro und 2006 beim Festival Rossini in Wildbad zusammenarbeitete. Mironov wurde vor allem bekannt durch die Interpretation der virtuosen Tenorpartien in Rossini-Opern wie L’italiana in Algeri, La Cenerentola, La donna del lago, Il viaggio a Reims, Il turco in Italia und Il barbiere di Siviglia. Beim Bel Canto Festival Rossini in Wildbad wirkte er 2012 an der modernen Erstaufführung der wiederentdeckten Oper I briganti von Saverio Mercadante mit.

## Veröffentlichungen
CD-Aufnahmen
- Bellini: Bianca e Gernando (Naxos)
- Bellini: La Ricordanza – Arie da Camera (Housemaster Records)
- Mercadante: I briganti (Naxos)
- Rossini: La donna del lago (Naxos)
- Rossini: L’italiana in Algeri (Dynamic)
- Rossini: Il viaggio a Reims (Naxos)
- Rossini: Otello (Dynamic)
- Rossini: Ricciardo e Zoraide (Naxos)
- Rossini: Questo è Rossini! Arie da Camera (Housemaster Records)
- The Anthology of Russian Art Song (Housemaster Records)

DVD-Aufnahmen
- Grétry: Pierre le Grand (Arthaus)
- Rossini: La Cenerentola (Opus Arte)
- Rossini: La Cenerentola (Dynamic)
- Rossini: La gazzetta (Dynamic)
- Rossini: L’italiana in Algeri (Bel Air)
- Rossini: Maometto II (Dynamic)